# 부촌
부촌(富村)은 부호가 거주하고 있는 도시를 뜻한다. 정치인, 기업 회장, 기업 임원 등이 거주하는 도시다.